# Психонейроиммунология
Психонейроиммуноло́гия (англ. Psychoneuroimmunology, PNI) — область медицины, изучающая процессы
функционального взаимодействия нервной системы организма человека и его психики с различными отделами его иммунной системы.
Основателями этой области медицины являются Роберт Эйдер, Дэвид Фелтен, Николас Коэн.
Психонейроиммунология представляет собой междисциплинарную науку, в сферу профессиональных интересов которой входят:
психология, неврология, иммунология, физиология, фармакология, молекулярная биология, психиатрия, инфекциология, эндокринология, ревматология и нейрохимия. Ввиду сложности и многочисленности физиологических систем, задействованных во взаимодействии между иммунными и психическими процессами, психонейроиммунология созрела как самостоятельная дисциплина только недавно, хотя первое расширенное обсуждение такого взаимодействия можно найти в работах Гиппократа, жившего более 2500 лет назад.
Понятие «психонейроиммунология» может быть также использовано в медицине как эквивалент (синоним) понятий «психоиммунология» и «психоэндонейроиммунология».